# Rašica (tovarna)
Rašica, tovarna pletenin v Zgornjih Gameljnah pri Ljubljani.
Tovarna Rašica se je razvila iz leta 1947 ustanovljene Čipkarske industrije v Tacnu, ki so jo preselili v Zgornje Gameljne. Ob ustanovitvi je bilo 18 zaposlenih. Sprva so delali na starih nacionaliziranih tekstilnih strojih, pobranih iz raznih slovenskih pletilnic.
Proizvodnja je hitro naraščala, zato je Rašica odprla nove obrate v Ambrusu,Moravčah in Šentvidu pri Stični. Nekaj let je deloval tudi obrat v Izoli. Sprva so izdelovali čipke in pletenine. Leta 1962 so prizvodnjo čipk opustili, po nabavi novih pletilnih in konfekcijskih strojev (1970) pa so opustili tudi ročno pletenje. Leta 1976 se je Rašici pridružila tovarna Beltinka iz Beltincev, število zaposlenih je tedaj naraslo na 1550.
Leta 1993 je Rašica pričela racionalizirati zaposlovanje in se razdružila z Beltinko. Takrat je število zaposlenih padlo na okoli 680.